# شويحة
شويحة  قرية سوريّة تتبع إداريّاً لمحافظة حلب منطقة الباب ناحية عريمة، بلغ تعداد سكانها 1,375 نسمة حسب التعداد السكاني لعام 2004.